# Pannóniatelep megállóhely
Pannóniatelep megállóhely egy szentendrei HÉV-megálló, melyet a MÁV-HÉV Helyiérdekű Vasút Zrt. (MÁV-HÉV) üzemeltet.
A lakott terület délnyugati széle közelében helyezkedik el, a 11-es főút felől kis forgalmú városi utcákon közelíthető meg.

## Forgalom
| Járat | Útvonal | Gyakoriság      |
| ----- | --- | --------------- |
|       | Batthyány tér – Margit híd, budai hídfő – Szépvölgyi út – Tímár utca – Szentlélek tér – Filatorigát – Kaszásdűlő – Aquincum – Rómaifürdő – Csillaghegy – Békásmegyer – Budakalász – Budakalász, Lenfonó – Szentistvántelep – Pomáz – Pannóniatelep – Szentendre | 7-30 percenként |

## Megközelítés tömegközlekedéssel
Az állomás rövid gyaloglásra található a szentendrei Dózsa György úttól, ahol az alábbi járatok közlekednek:
- Helyközi busz:  869, 872, 880, 882, 883, 884, 889, 890, 893
- Éjszakai busz:  943